# Los Mochis
Los Mochis (del cahíta: mochim, pl. de mochic, 'tortuga terrestre') es una ciudad del noroeste de México, ubicada en el estado de Sinaloa. Es la cabecera del municipio de Ahome.

## Toponimia

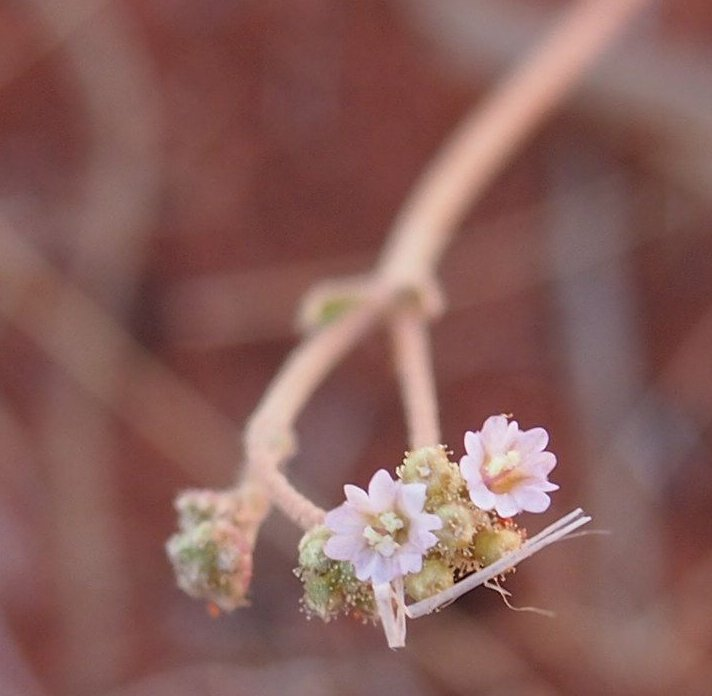
Mochi o Boerhavia coccinea, planta que le dio el nombre a la ciudad de Los Mochis

El término mochis proviene de la palabra cáhita mochim, plural de mochic que se traduce como 'tortuga de tierra'. Así era como se le llamaba a una planta rastrera de pequeñas flores, similar a la verdolaga, que antaño cubría al amplio valle donde hoy se asienta la ciudad, cuyo nombre científico es Boerhavia coccinea. Y para referirse o trasladarse a este lugar las personas decían ir al mochic o mochi, es decir, donde hay muchas plantas de mochi, nombre que se castellanizó a los mochis en plural.

## Historia
En septiembre de 1872, Albert K. Owen, ingeniero civil estadounidense, llegó a la bahía de Ohuira, para hacer estudios para la construcción de vías ferroviarias. Al estar ahí, imaginó una ciudad. Después un grupo de socialistas utópicos estadounidenses atraídos por Owen, construyeron los primeros canales y acueductos para la irrigación del valle. La colonia, organizada bajo los principios del cooperativismo, lo que años después se denominó socialismo utópico, funcionó durante treinta años. Owen nombró a esa ciudad como Pacific City, que actualmente lleva el nombre de Topolobampo.
Los colonos estadounidenses liderados por Albert Kimsey Owen, son la base o plataforma de la fundación de Los Mochis, ya que por los problemas surgidos entre ellos mismos abandonaron Topolobampo para emigrar a diversos poblados de la región siguiendo la trayectoria del Canal Taxtes. Fundaron dos principales poblados, primero El Público y posteriormente El Plat.
En 1890, Benjamin Francis Johnston, contador privado estadounidense, llegó a la región atraído por el proyecto de la ciudad de Owen y ve la oportunidad de explotar los recursos como la caña de azúcar. Edward Lycan, era socio de Zacarías Ochoa, dueño de un trapiche llamado El Águila, cerca de la Villa de Ahome. Entonces al morir Lycan, Johnston se asocia con Ochoa. Después ellos dos fundan una nueva asociación, El Águila Sugar & Refining Company, que después cambia de nombre a Sinaloa Sugar Company y luego a United Sugar Company (antigua Compañía Azucarera de Los Mochis). En 1898, Benjamin Francis Johnston colocó la primera piedra del edificio de lo que sería una de las fábricas de azúcar más importantes del noroeste de la república. El ingenio azucarero, produjo el crecimiento demográfico de Los Mochis.
El 20 de abril de 1903, se funda por decreto la alcaldía de Los Mochis, durante el gobierno estatal del General Francisco Cañedo. El 1 de junio del mismo año, entró en vigor, y el poblado de El Plat, pasó legalmente a llamarse Los Mochis.
El 24 de octubre de 1916, fue fusilado en esta ciudad el líder revolucionario indígena Felipe Bachomo.
El 20 de diciembre de 1916, el municipio de Ahome fue creado por Decreto de la Legislatura Local, segregado del municipio de El Fuerte, y fue designada como cabecera municipal la Villa de Ahome. Pero fue hasta el 5 de enero de 1917, que se instaló el nuevo ayuntamiento que presidió Ramón C. López, quien había sido designado por el gobernador del estado.
En 1918 Florencio A. Valdés, fue el primer presidente municipal electo.
El Ayuntamiento de Ahome, presidido por Modesto G. Castro, resolvió hacer el traslado de la cabecera municipal a Los Mochis, justificándose en que esta población había crecido tanto que superaba con mucho a la de Villa de Ahome, además se habían instalado ahí varias dependencias federales y estatales debido al incremento de los negocios agrícolas y comerciales que se desarrollaban alrededor de esta ciudad. El Ayuntamiento de Ahome, en una decisión con fecha el 1 de abril de 1935, permitía el cambio a la cabecera, y la Legislatura del Estado lo sancionó mediante otro decreto que expidió el 10 de mayo del mismo año, el cual fue publicado en el Periódico Oficial del Estado el día 30 del mismo mes. El traslado se llevó a cabo enseguida sin mayores problemas y las oficinas se instalaron en la casa propiedad de Francisco Beltrán, ubicado en la esquina de las calles Miguel Hidalgo e Ignacio Zaragoza junto al local que ocupaba la antigua sindicatura, en el Centro de Los Mochis.
El portal del Ayuntamiento de Ahome es www.ahome.gob.mx

## Geografía
Los Mochis está ubicado en el noroeste del estado de Sinaloa. Sus coordenadas son 25°47′00″ latitud norte y 108°00′00″ longitud oeste. Se encuentra a una altitud de 10 m s. n. m. (metros sobre el nivel del mar). Tiene una superficie urbana de 61.242km² (kilómetros cuadrados).

### Hidrografía

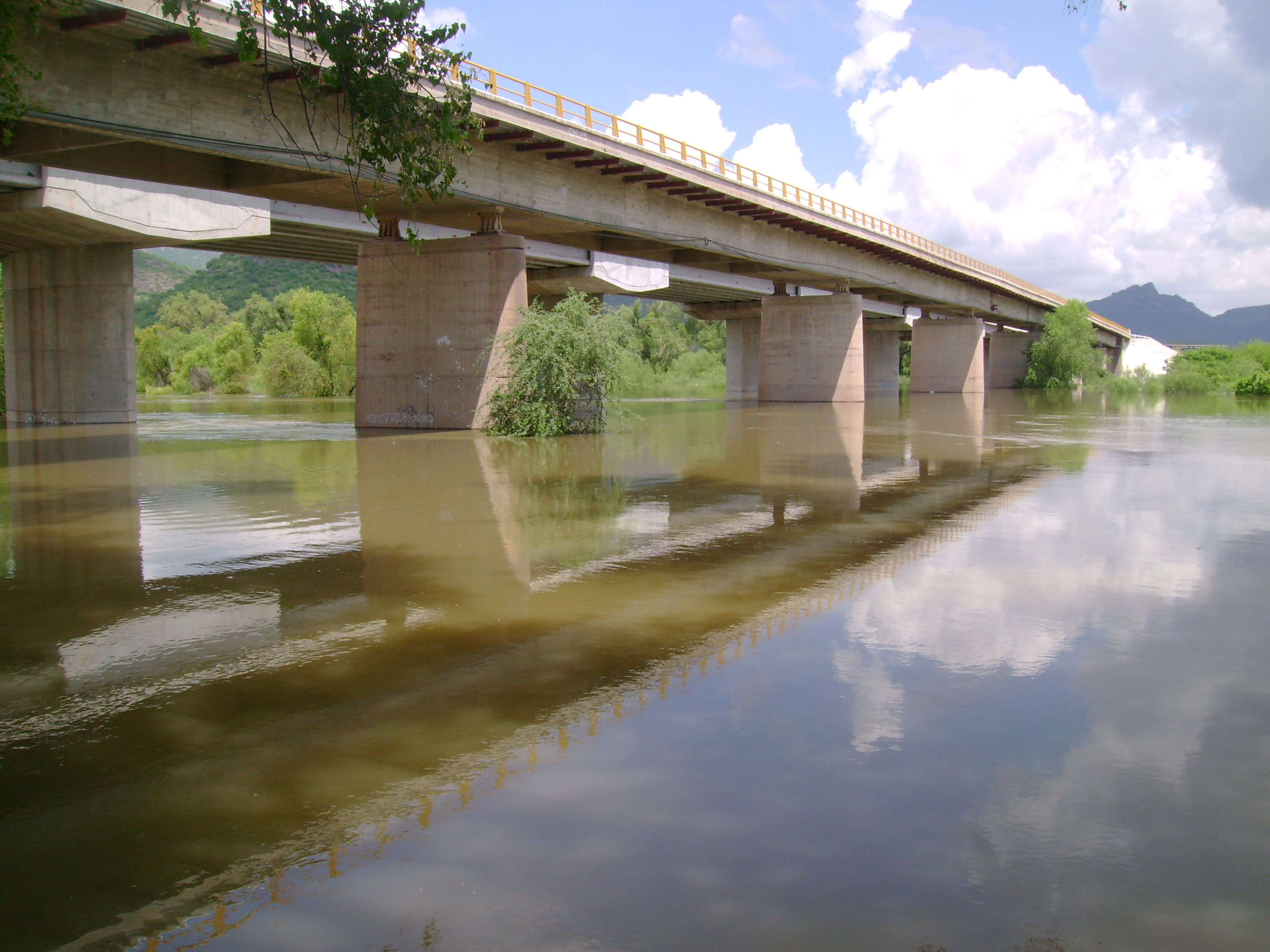
Puente de San Miguel Zapotitlán sobre el río Fuerte

El río Fuerte es de uno de los recursos hidrológicos más importantes de la vertiente del Pacífico Norte, cuyo origen se localiza en la sierra Tarahumara, formado por la confluencia de los ríos Verde y Urique, y desemboca en el Golfo de California. Se han construido canales de riego para llevar las aguas del Río Fuerte a toda la región, ayudando así a que se desarrolle la agricultura. Su área de cuenca, estimada por la Secretaría de Agricultura y Recursos Hidráulicos, es de 33,590km² (kilómetros cuadrados) y escurre un volumen de agua promedio de 4,838,000m³ (metros cúbicos).

### Relieve
El terreno de Los Mochis en general es plano, con presencia de serranías de poca elevación. Se encuentra ubicado en el Valle del Fuerte. Su altitud promedio es de 10 m s. n. m. (metros sobre el nivel del mar). Sus puntos elevados son el cerro de la Memoria (160 m s. n. m.), los dos cerros donde está Loma Dorada Residencial (90 m s. n. m. y 70 m s. n. m.), y el cerro donde están las instalaciones de lo que fue el Hotel Colinas (50 m s. n. m.).

#### Cerro de la Memoria
El cerro de la Memoria (del inglés: Memorial Hill; nombre indígena: Banderacahui, del cáhita cahui, 'cerro', y del español bandera, 'cerro de la Bandera') es la elevación más alta de Los Mochis, tiene une una altura aproximada de 160 metros, y es uno de los íconos de la ciudad. Los colonos estadounidenses le llamaban Memorial Hill, porque allí empezaron a sepultar a sus difuntos, nombre que se castellanizó a cerro de la Memoria. Se sabe que la primera persona inhumada fue la niña Nancy Logran, quien murió de malaria. Después en la falda del propio cerro, las autoridades levantaron el primer panteón municipal.
En su cima se encontraba un faro que tenía tres millones de bujías y abarcaba un radio de 150 kilómetros. El faro era la guía de la navegación aérea y marítima. Actualmente en el cerro se encuentran antenas de radiotransmisión.
En 1962, se inauguró una explanada y mirador en la parte suroeste del cerro, conocida como La Pérgola, en donde se realizaban bailes. A raíz de lo anterior, surgió una leyenda muy famosa, La Mujer de Blanco. La cual trata de una joven muerta, vestida de blanco, que acude a un baile en La Pérgola, en donde baila con un chico, quien le presta su saco. Al día siguiente, el joven va a la casa de ella a recoger su saco, al llegar le dicen que la chica tiene algo de tiempo de muerta. El joven va a la tumba de ella, y ahí encuentra el saco de él. Se dice que ocurrió el 6 de noviembre de 1965, y desde entonces se dejaron de celebrar bailes en La Pérgola.
En 1991, se colocó en la cima del cerro en el lado norte, una estatua de la Virgen del Valle del Fuerte de 11 metros de altura.
El 27 de septiembre de 2013, se inauguró una ciclopista de 3.4 kilómetros alrededor del cerro.

#### Valle del Fuerte
Es una llanura ubicada entre la sierra de Barobampo y el norte del municipio de Guasave, en los municipios de El Fuerte, Ahome y Guasave, caracterizada por ser un centro importante de agricultura en México, gracias al sistema de canales de riego que transportan las aguas del río Fuerte a toda la región.

### Clima
Predomina el clima cálido húmedo, apenas modificado por precipitaciones pluviales. Estudios establecieron una temperatura media anual de 25.5 °C (grados Celsius). Los últimos 28 años[¿cuándo?] registran una temperatura mínima de −1.5 °C en febrero del 2011 y una máxima de 45 °C, siendo la temporada más calurosa la que va de julio a octubre, y las temperaturas más bajas registradas de noviembre a febrero[cita requerida]. En el período de referencia, la precipitación pluvial promedió 302,2 mm (milímetros) anuales, siendo los meses más lluviosos de julio a octubre. Los vientos dominantes de la región se orientan en dirección sudoeste con una velocidad aproximada de 1m/s (metro por segundo). La humedad relativa promedio oscila entre 65 y 75%.
| Parámetros climáticos promedio de Los Mochis  | Parámetros climáticos promedio de Los Mochis | Parámetros climáticos promedio de Los Mochis | Parámetros climáticos promedio de Los Mochis | Parámetros climáticos promedio de Los Mochis | Parámetros climáticos promedio de Los Mochis | Parámetros climáticos promedio de Los Mochis | Parámetros climáticos promedio de Los Mochis | Parámetros climáticos promedio de Los Mochis | Parámetros climáticos promedio de Los Mochis | Parámetros climáticos promedio de Los Mochis | Parámetros climáticos promedio de Los Mochis | Parámetros climáticos promedio de Los Mochis | Parámetros climáticos promedio de Los Mochis |
| Mes                                           | Ene.                                         | Feb.                                         | Mar.                                         | Abr.                                         | May.                                         | Jun.                                         | Jul.                                         | Ago.                                         | Sep.                                         | Oct.                                         | Nov.                                         | Dic.                                         | Anual                                        |
| --------------------------------------------- | -------------------------------------------- | -------------------------------------------- | -------------------------------------------- | -------------------------------------------- | -------------------------------------------- | -------------------------------------------- | -------------------------------------------- | -------------------------------------------- | -------------------------------------------- | -------------------------------------------- | -------------------------------------------- | -------------------------------------------- | -------------------------------------------- |
| Temp. máx. abs. (°C)                          | 36.0                                         | 38.5                                         | 40.0                                         | 40.0                                         | 43.0                                         | 44.0                                         | 45.0                                         | 47.5                                         | 48.0                                         | 43.0                                         | 40.0                                         | 36.0                                         | 48.0                                         |
| Temp. máx. media (°C)                         | 26.1                                         | 27.7                                         | 29.7                                         | 32.5                                         | 35.2                                         | 37.1                                         | 37.6                                         | 37.5                                         | 36.7                                         | 35.3                                         | 30.7                                         | 26.5                                         | 32.7                                         |
| Temp. media (°C)                              | 18.9                                         | 19.9                                         | 21.5                                         | 24.0                                         | 26.8                                         | 30.1                                         | 31.5                                         | 31.3                                         | 30.7                                         | 28.4                                         | 23.4                                         | 19.5                                         | 25.5                                         |
| Temp. mín. media (°C)                         | 11.7                                         | 12.1                                         | 13.3                                         | 15.5                                         | 18.4                                         | 23.1                                         | 25.4                                         | 25.2                                         | 24.7                                         | 21.6                                         | 16.1                                         | 12.6                                         | 18.3                                         |
| Temp. mín. abs. (°C)                          | 2.5                                          | 4.5                                          | 6.0                                          | 9.0                                          | 11.0                                         | 13.0                                         | 20.0                                         | 19.5                                         | 13.0                                         | 12.0                                         | 7.0                                          | 4.0                                          | 2.5                                          |
| Precipitación total (mm)                      | 14.7                                         | 8.0                                          | 3.1                                          | 0.5                                          | 0.8                                          | 6.3                                          | 48.2                                         | 87.5                                         | 92.4                                         | 33.4                                         | 17.8                                         | 18.8                                         | 331.5                                        |
| Días de precipitaciones (≥ 1 mm)              | 2.0                                          | 1.4                                          | 0.5                                          | 0.3                                          | 0.2                                          | 0.8                                          | 6.4                                          | 8.6                                          | 5.8                                          | 2.5                                          | 1.4                                          | 2.0                                          | 31.9                                         |
| Humedad relativa (%)                          | 64                                           | 61                                           | 57                                           | 54                                           | 55                                           | 60                                           | 70                                           | 76                                           | 77                                           | 69                                           | 65                                           | 67                                           | 64.6                                         |
| Fuente n.º 1: Servicio Meteorológico Nacional |                                              |                                              |                                              |                                              |                                              |                                              |                                              |                                              |                                              |                                              |                                              |                                              |                                              |
| Fuente n.º 2: Weatherbase (humedad)           |                                              |                                              |                                              |                                              |                                              |                                              |                                              |                                              |                                              |                                              |                                              |                                              |                                              |

### Flora
Por sus suelos es característico la proliferación de zacates, arbustos, chaparrales y vegetación tropical, como palmeras Washingtonia, Roystonea, Sabal.

### Fauna
Entre sus mamíferos encontramos al tlacuache, jabalí, venado de cola blanca, entre otros, así como iguanas, cocodrilos y tortugas. Entre las aves figuran el gorrión, palomas.

## Política
Los Mochis es la cabecera del municipio de Ahome, uno de los 20 municipios que integran el estado de Sinaloa, el gobierno del municipio le corresponde al ayuntamiento, que se encuentra compuesto por el presidente municipal y por 12 regidores. El ayuntamiento es electo por un periodo de tres años.
El Presidente Municipal ejerce el poder ejecutivo, y es elegido por la ciudadanía por voto directo. Su actual presidente municipal es Gerardo Vargas Landeros de Morena para el trienio 2025-2028.
El poder legislativo lo tiene el Cabildo, formado por la planilla escogida por el candidato a la alcaldía, compuesto por 12 regidores, quienes no son elegidos por la ciudadanía por voto directo o indirecto, sino que la planilla pasa en automático si gana el alcalde.
Para la representación legislativa estatal, Los Mochis es cabecera de los II, III, IV y V distritos electorales locales de Sinaloa, de los 24 en que se encuentra dividido el estado de Sinaloa para la elección de diputados al Congreso de Sinaloa. Para la representación legislativa federal, Los Mochis es cabecera del II Distrito Electoral Federal de Sinaloa, de los siete en que se divide el estado de Sinaloa, y de los 300 en total de la República Mexicana, para la elección de diputados al Congreso de la Unión.

## Economía

### Agricultura
La agricultura es una de las principales actividades económicas que se desarrolla en los alrededores de la ciudad. La agricultura se encuentra altamente tecnificada y tiene una superficie de 174, 468 hectáreas (40.17% de la superficie total municipal), con 9904 unidades de producción rural. Se estima que 151,485 hectáreas son de riego, y 22, 983 de temporal y riego. La agricultura del municipio tiene entre sus principales cultivos los de papa, trigo, frijol, garbanzo, soya, caña de azúcar, algodón, cártamo, tomate, maíz, sorgo, arroz, tomatillo,limones, calabaza y cempasúchil.

### Comercio
Referente a la infraestructura comercial formal e informal se cuenta con 4, 543 establecimientos, el 17% del total existentes en el estado. Destacan las tiendas de autoservicio, tiendas departamentales, centros comerciales, mercados municipales, mercados de abastos con más de 200 locales comerciales.

### Ganadería
Se desarrolla en 66,200 hectáreas, donde existen aproximadamente 189, 500 cabezas de ganado. Ocupa el 7.41% de la productividad del municipio. La producción ganadera que destaca por su número y valor es el ganado bovino, porcino, ovino, caprino. La avicultura cuenta con aproximadamente 2,050,000 aves con una producción total de 32, 000 toneladas de alimento al año. La apicultura cuenta con más de 2000 colmenas, alcanzando la producción de miel en penca las 30 toneladas, y la de cera 25 toneladas anuales.

### Industria
El desarrollo industrial que se genera en esta zona juega un papel de vital importancia en el flujo de capitales de la región, la creciente industria contribuye enormemente a la economía de Sinaloa. Existen 800 establecimientos industriales entre los que destacan por su número los pertenecientes al giro automotriz (arneses eléctricos), metal mecánica, carrocería, talleres de reparaciones varias y textil así como ensambladoras y centros de distribución; el 89% de estos son microempresas familiares que se agrupan en 20 giros industriales. Se cuenta con extensas áreas industriales como lo son: parque industrial Santa Rosa, zona industrial Jiquilpan, parque industrial Dissa, corredor industrial Mochis-Topolobampo, corredor industrial Mochis-Guasave, parque industrial Topolobampo, parque industrial Pesquero de Topolobampo.

#### Ingenio azucarero
El ingenio azucarero, polo alrededor del cual se propició el desarrollo y crecimiento de la ciudad, fue hasta mediados del siglo XX la principal fuente de la economía local.

#### Maquiladoras
Las maquiladoras se han convertido en una fuente importante en generación de empleos en la industria regional.

#### Gasoducto del Noroeste
Es un gasoducto en construcción, que transportará gas natural, lo cual reducirá los costos de generación eléctrica y por ende los usuarios domésticos, comerciales e industriales, además de que traerá la instalación de más industrias a la región.

### Pesca
Aunque no se desarrolla en sí en la ciudad, esta es otra actividad importante, ya que el municipio Ahome dispone del más extenso litoral del estado con 120km (kilómetros) de longitud. Se explotan especies como camarón, langosta, calamar gigante, sardina, mojarra, pargo, lisa, anchoveta, almeja, róbalo, ostión, sierra, corvina, marlín, jaiba, callo de hacha, etc. Existe una flota pesquera de 2670embarcaciones; hay 86 barcos de pesca mayos o de altura; existen 140 sociedades cooperativas (de altamar, ribera o bahías) que cuentan con aproximadamente 5800socios pescadores. La acuacultura se está desarrollando enormemente: en la actualidad cuenta con 22 granjas con una extensión de 2700 hectáreas de espejo de agua.

### Servicios
Para satisfacer la demanda se ofrece servicios de hospedaje, hoteles, moteles, centros nocturnos, de alimentación, renta de autos, agencia de viajes, transporte turístico, clubes cinegéticos, asistencia profesional, entre otros.

### Turismo
El turismo es un área de reciente crecimiento en Los Mochis. Debido a la ubicación de esta ciudad, es un punto de partida a diversos lugares de la República Mexicana, especialmente a los estados de Chihuahua y Baja California Sur.

#### Sierra Tarahumara

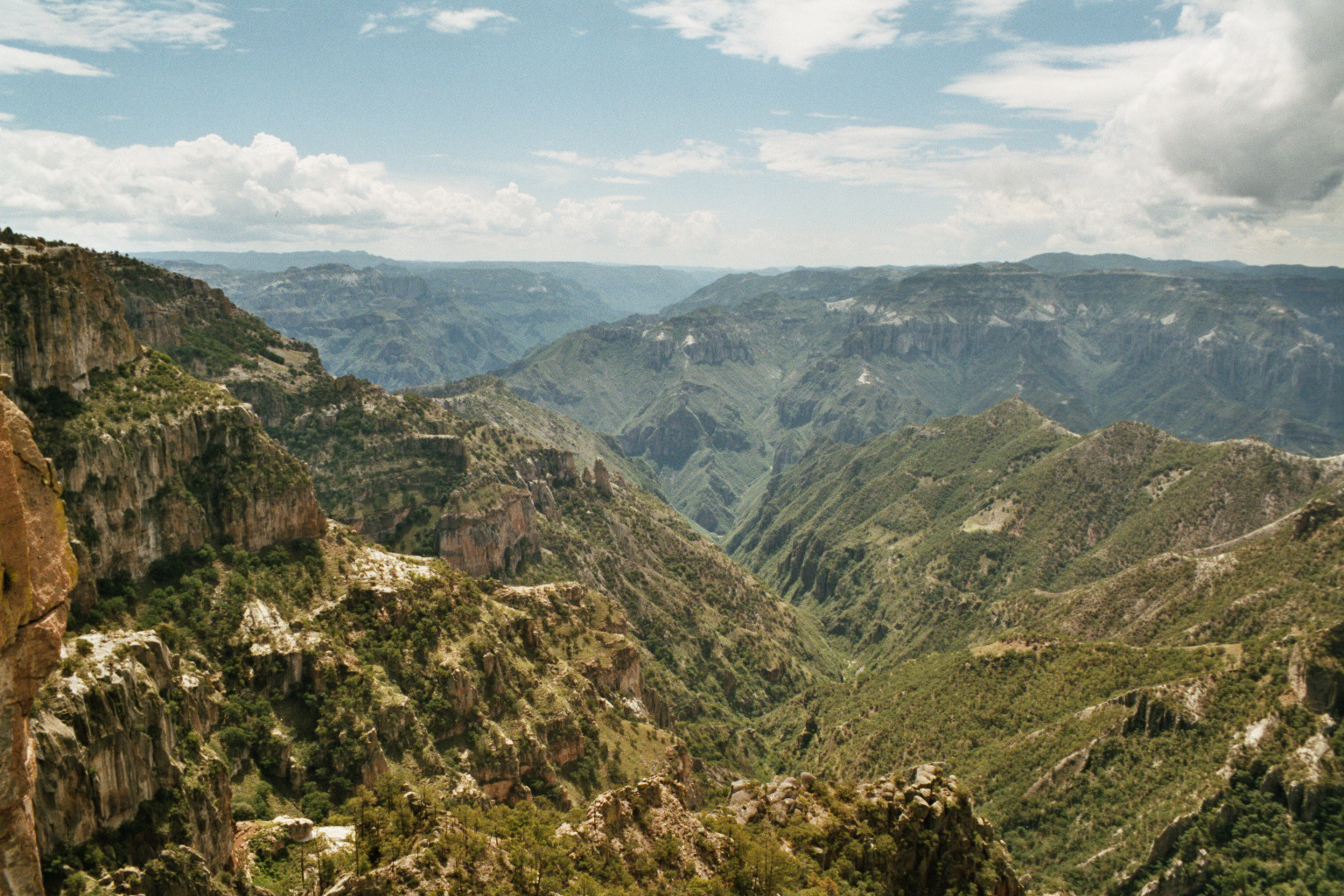
Sierra Tarahumara

La Sierra Tarahumara es una cadena montañosa turística que forma parte de la Sierra Madre Occidental, en la parte suroeste del estado de Chihuahua. Es región nativa de indígenas tarahumaras o rarámuris. El sistema montañoso de la Sierra Tarahumara da origen a las barrancas de Urique, de Sinforosa, de Batopilas, de Candameña, de Chínipas, de Oteros y del Cobre.
Para llegar se toma el tren Chihuahua al Pacífico, Chihuahua-Pacífico o Chepe, que recorre desde Los Mochis hasta la ciudad de Chihuahua, su trayecto tiene 86 túneles y 37 puentes en una distancia de 653km (kilómetros); va desde el nivel del mar en Los Mochis hasta una altura máxima de 2600 m s. n. m. (metros sobre el nivel del mar), antes de descender hasta la ciudad de Chihuahua, a unos 800 m s. n. m. A través de la ventana del tren se observan cascadas y paisajes de los enormes cañones.
El Chepe es el único tren de pasajeros en todo México. A lo largo del recorrido, se puede visitar diferentes poblados turísticos, como Divisadero y Creel.

#### Barrancas del Cobre

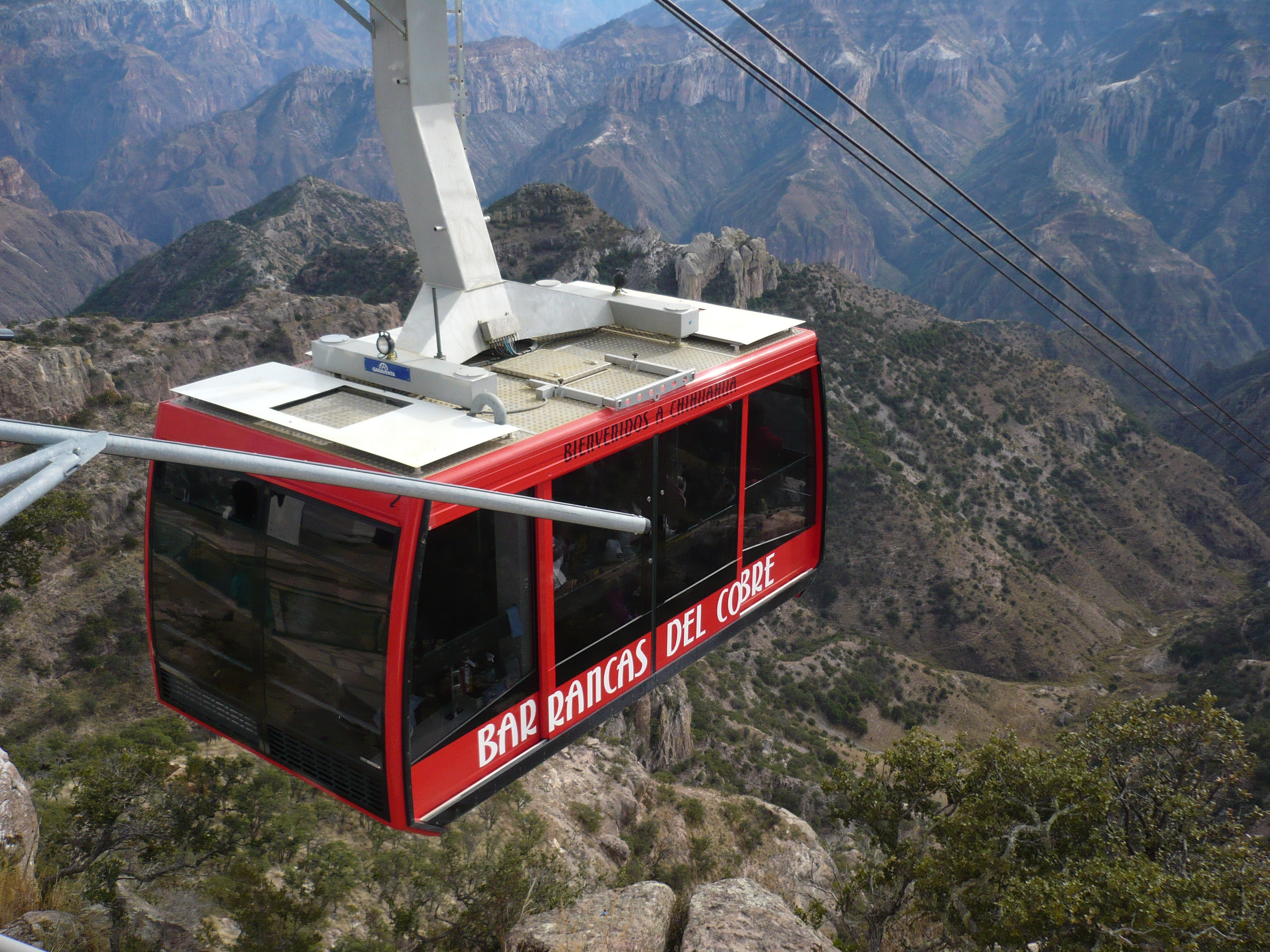
Teleférico en Barrancas del Cobre

La Sierra Tarahumara está formada por las barrancas de Urique, de Sinforosa, de Batopilas, de Candameña, de Chínipas, de Oteros y del Cobre. Con este último nombre se conoce de manera genérica a todo el sistema de barrancas. Esto debido a que cuando se abrió la estación de ferrocarril Chihuahua al Pacífico se confundió a la barranca de Urique, que desde ahí se aprecia muy bien, con la del Cobre. Lo cierto es que la barranca del Cobre es poco conocida. Su acceso es por la comunidad de El Tejabán, que se encuentra a 50km (kilómetros) de Creel, en la parte alta del río Urique. El área del Cañón del Cobre es más grande que el Gran Cañón de Arizona.

#### Sitios de interés

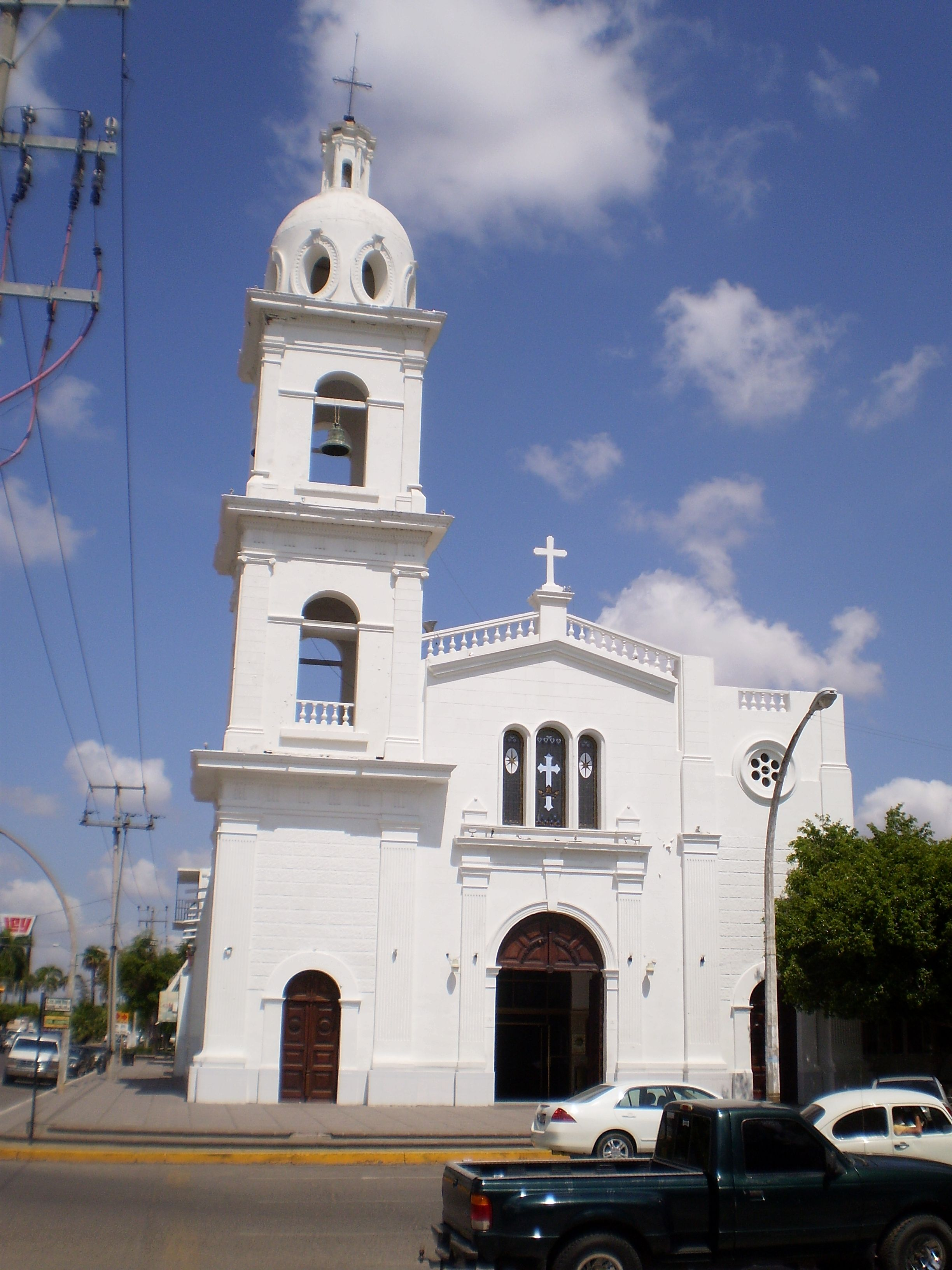
Iglesia del Sagrado Corazón

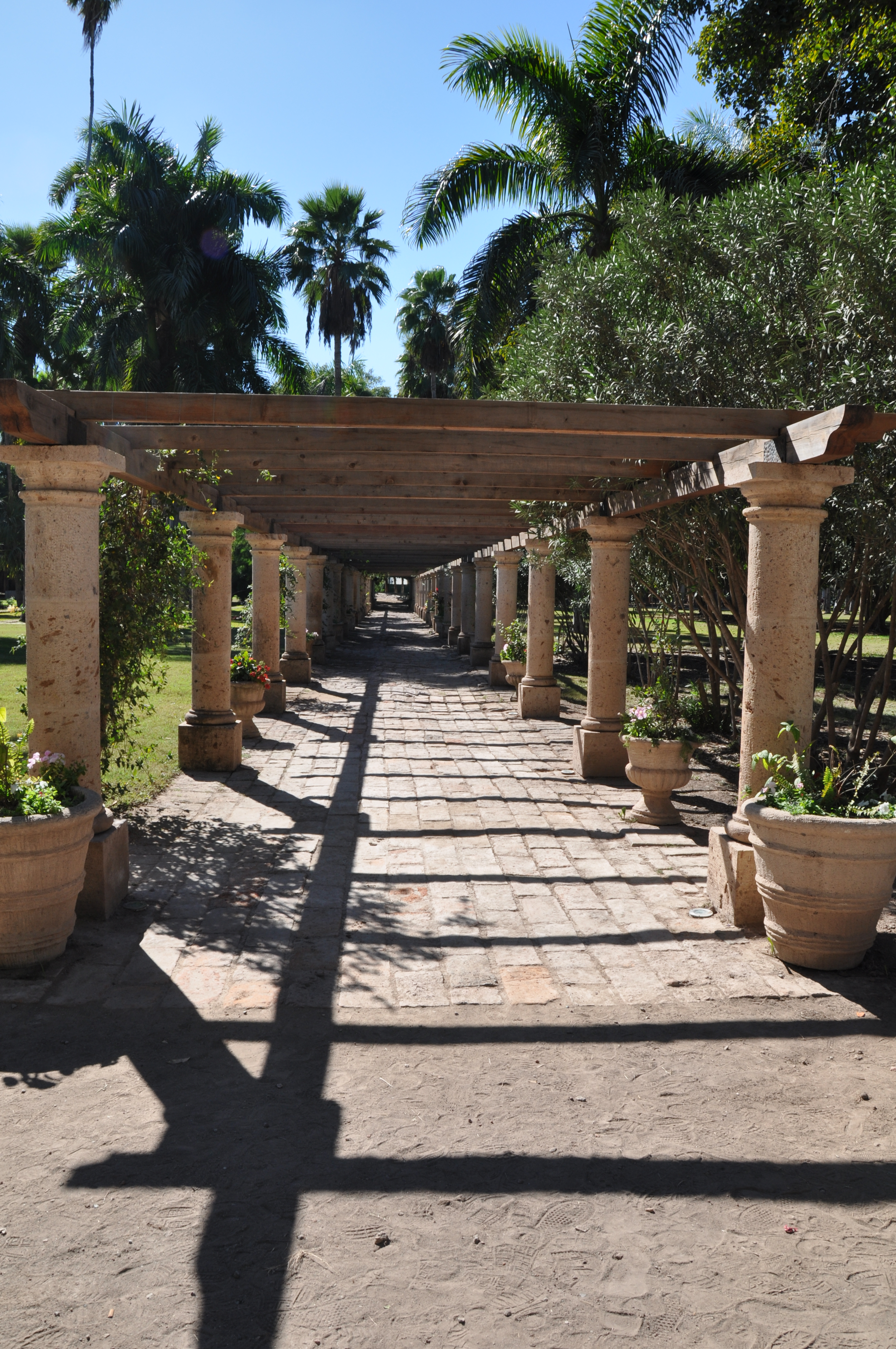
Parque Sinaloa

Los sitios de interés que se encuentran dentro de la ciudad son:
- Cerro de la Memoria
- Jardín botánico Benjamin Francis Johnston (parque Sinaloa)
- Estatua de la Virgen del Valle del Fuerte
- La Pérgola
- Ciclopista del cerro de la Memoria
- Casa del Centenario
- Centro de Innovación y Educación
- Plazuela 27 de Septiembre
- Museo Regional del Valle del Fuerte
- Hotel Montecarlo
- Iglesia del Sagrado Corazón de Jesús
- Iglesia del Santuario de Nuestra Señora de Guadalupe
- Casa de la Cultura Profesor Conrado Espinosa
- Parque Venustiano Carranza (Monumento a Don Quijote y Sancho Panza)
- Centro histórico de la ciudad
- Parque lineal Blvd. Rosendo G. Castro
- Plaza Solidaridad (Estatua Alegoría Infantil)
- Reloj del Centenario
- Instalaciones del antiguo ingenio azucarero
- Trapiche Museo Interactivo
- Teatro de la Ciudad[89]

## Demografía
El censo del Instituto Nacional de Estadística y Geografía (INEGI) del 2020, reportó que Los Mochis tiene 298,009 habitantes por lo cual es la 3° ciudad más poblada del estado de Sinaloa y la 61° ciudad más poblada de México.
| Gráfica de evolución demográfica de Los Mochis entre 1900 y 2020                                            |
| |
| Población de los censos y conteos del Instituto Nacional de Estadística y Geografía (INEGI) de 1900 a 2020. |

### Zona Metropolitana
Se ha propuesto la creación de la zona metropolitana de Los Mochis-Guasave, en la cual se vería beneficiada la población de los municipios de Ahome y Guasave, porque se podrá obtener un presupuesto especial para infraestructura de áreas metropolitanas que tiene la federación.
Para la creación de la zona metropolitana se cumplen todos los requisitos, pero todavía no se han iniciado los trámites necesarios para crearla.
En el censo de 2015, el municipio de Ahome tenía una población de 449 215 habitantes, y el municipio de Guasave tenía una población de 295 353 habitantes, así que la población total en ambos municipios era de 744 568 habitantes.

### Lenguas
Según el censo del 2010, había 927 personas de 3 años y más que habla alguna lengua indígena; 610 personas de 3 años y más que habla alguna lengua indígena y español; 912 personas de 5 años y más que habla alguna lengua indígena; 605 personas de 5 años y más que habla alguna lengua indígena y español. Las lenguas indígenas más habladas son el mayo y el tarahumara.

### Religiones
Acorde al censo del 2010, 216 025 personas son católicas; 23 272 personas son protestantes, evangélicas o de otras confesiones bíblicas (diferentes de las evangélicas); 233 personas son de otra religión (diferente a las anteriores); y 13 115 personas no profesan ninguna religión.

## Medios de comunicación
- Prensa escrita: Cuenta con periódicos de circulación diaria, con información local, regional, nacional e internacional.
- Radio: Existen varias estaciones radiofónicas en las bandas de amplitud modulada y frecuencia modulada.
- Televisión: Se transmiten canales de televisión abierta, en señal analógica y señal digital en HD. Además existen compañías que ofrecen televisión de paga por cable o satélite.
- Telefonía: Diversas empresas privadas ofrecen los servicios de telefonía fija y móvil en la ciudad.
- Internet: Hay compañías que ofrecen este servicio, además hay espacios públicos en donde se ofrece Internet gratuito.
- Correo postal y telégrafo: El correo postal está a cargo de Correos de México, y el telégrafo por Telecomm, ambas del Gobierno Mexicano.

## Educación

### Educación superior
En cuanto al número de instituciones educativas ocupa el segundo lugar en el estado, solo por debajo de Culiacán.
Instituciones públicas de educación superior:
- Instituto Tecnológico de Los Mochis (MIT)[99]
- Universidad Autónoma de Sinaloa (UAS)[100]
- Universidad Autónoma de Occidente (UAdeO)[101]
- Universidad Autónoma Indígena de México (UAIM)[102]
- Universidad Pedagógica del Estado de Sinaloa (UPES)[103]
- Instituto Politécnico Nacional (IPN)[104]

Instituciones privadas de educación superior:
- Universidad Autónoma de Durango (UAD)[105]
- Universidad Tec Milenio[106]
- Universidad del Valle del Fuerte (UNIVAFU)[107]
- Universidad de Los Mochis (UDLM)[108]
- Instituto Tecnológico Superior de Los Mochis (ITESUM)[109]
- Universidad del Desarrollo Profesional (UNIDEP)[110]
- Instituto de Estudios Superiores de Los Mochis (IESM)[111]
- Instituto Superior del Noroeste (INSUN)[112]

### Educación media superior
Instituciones públicas de educación media superior:
- Centro de Bachillerato Tecnológico Industrial y de Servicios N.º 43 (CBTis 43)[113]
- Centro de Estudios Tecnológicos, Industriales y de Servicios N.º 68 (CETis 68)[114]
- Preparatoria Los Mochis UAS (Prepa Mochis)[115]
- Preparatoria Ciudad Universitaria UAS (Prepa C.U.)[116]
- Colegio de Bachilleres del estado de Sinaloa N.º 01 (Cobaes 01)[117]
- Colegio de Bachilleres del estado de Sinaloa N.º 02 (Cobaes 02)[117]
- Colegio de Bachilleres del estado de Sinaloa N.º 54 (Cobaes 54)[117]
- Colegio Nacional de Educación Profesional Técnica 045 Los Mochis I (Conalep 045)[118]
- Colegio Nacional de Educación Profesional Técnica 315 Los Mochis II (Conalep 315)[119]
- Preparatoria Ignacio Manuel Altamirano (Prepa IMA)[120]

## Cultura

### Centros culturales

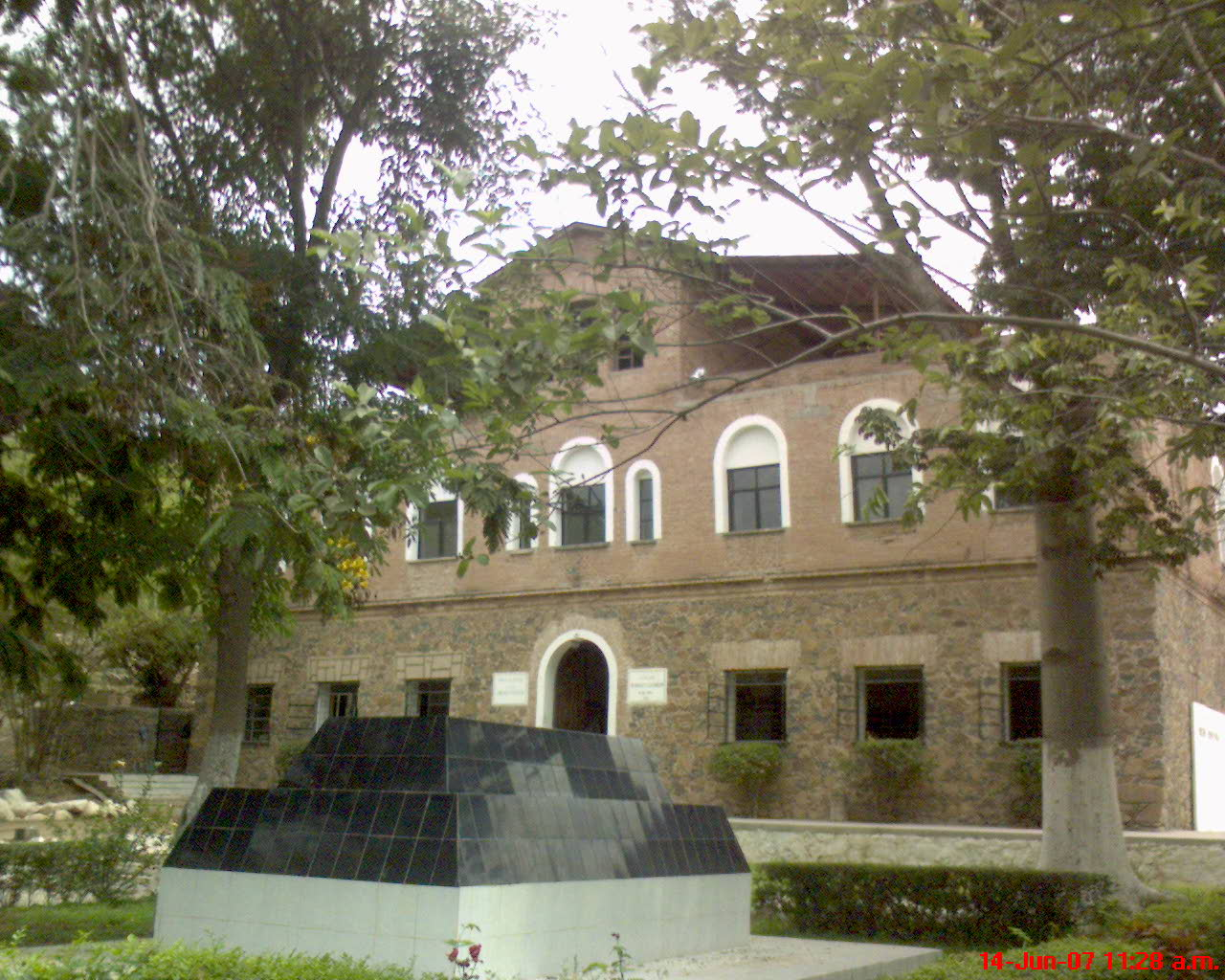
Casa de la Cultura Profesor Conrado Espinosa

- Centro de Innovación y Educación (CIE)[121]
- Escuela Vocacional de Artes (EVA)[122]
- Centro de Seguridad Social IMSS (La Asegurada)[123]
- Casa del Centenario[124]
- Casa de la Cultura Profesor Conrado Espinosa[125]
- Plaza solidaridad (fuente de los caballos)

### Museos
- Museo Regional del Valle del Fuerte[126]
- Trapiche Museo Interactivo

### Teatros
- Teatro del IMSS José Ángel Espinoza "Ferrusquilla"[127]
- Teatro Ingenio

### Bibliotecas
- Biblioteca Pública Municipal José María Morelos y Pavón (N.º 355)[128]
- Biblioteca Pública Municipal Miguel Hidalgo (N.º 4874)[128]
- Biblioteca Pública Municipal Lic. Ignacio García Téllez (N.º 7188)[129]
- Biblioteca Pública Municipal Domingo Savio (n.º 7239)[129]
- Biblioteca Central UAS Unidad Regional Norte Lic. Francisco Segovia Ochoa[130]
- Biblioteca UdeO Unidad Los Mochis[101]

### Gastronomía
En Los Mochis se mezclaron las culturas gastronómicas española, mayo y estadounidense. Debido a su cercanía con el mar, en Los Mochis abundan los mariscos, encontramos cócteles, ceviche, pescado zarandeado, etc. Aparte de los mariscos, ya que está en el norte de México, también destacan sus cortes de carne de res, como cabrería, sirloin, t-bone, rib eye, etc. En la gastronomía típica y tradicional de la ciudad encontramos: tacos a vapor, nachos; tacos de carne asada y adobada; pozole rojo, tacos dorados, burritos, sopes, tortas, hot dogs, hamburguesas, tamales, machaca, chilorio, frijoles puercos, raspados; agua de cebada y horchata; uvola, pay de queso, churros, coricos, jamoncillos, entre otros.

### Deportes

#### Complejos deportivos
Públicos:
- Ciudad Deportiva Aurelio Rodríguez Ituarte[136]
- Ciudad Deportiva Centenario[137]

Privados:
- Country Club Los Mochis[138]
- Club Casablanca[139]

#### Instalaciones deportivas
- Auditorio Benito Juárez[140]
- Polideportivo Centenario[141]
- Centro de Usos Múltiples[142]
- Estadio Emilio Ibarra Almada[143]
- Estadio Centenario[144]
- Campo de Golf Country Club[138]
- Campo de Golf Lomas Habitat & Golf[145]

## Transporte
Los Mochis es la única ciudad de todo México que tiene dos medios de transporte siguientes: ferroviario y terrestre.

### Carreteras

Señal de la Carretera Federal 15

La carretera México 15 conecta a Los Mochis por vía terrestre con todo México. Es una de las más importantes carreteras en México, porque tiene un recorrido desde Nogales, frontera con Estados Unidos, hasta Ciudad de México. Otras importantes carreteras son Los Mochis-Ahome, Los Mochis-Topolobampo, Los Mochis-El Fuerte. Actualmente se está construyendo una importante carretera, la carretera Topolobampo-Chihuahua.

### Autobuses
La ciudad no cuenta con una central camionera para toda la flota de autobuses, sino que cada línea tiene su propia terminal. Hay rutas de transporte local, regional, nacional e internacional. Las líneas de autobuses que tienen rutas nacionales, tienen salidas hacia el norte, centro y sur del país. Las líneas de autobuses que tienen rutas internacionales, tienen salidas hacia el sur de los Estados Unidos.

### Aeropuerto

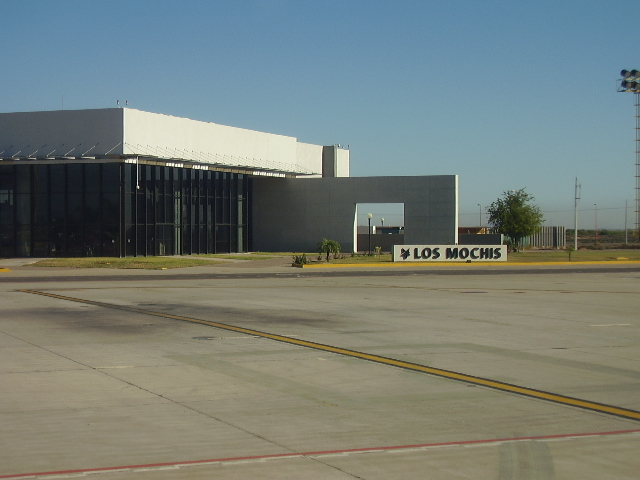
Aeropuerto Internacional de Los Mochis

El Aeropuerto Internacional Federal del Valle del Fuerte (código IATA: LMM, código OACI: MMLM) es el aeropuerto encargado del tráfico aéreo nacional e internacional de la ciudad de Los Mochis y zona norte de Sinaloa. Es administrado por Grupo Aeroportuario del Pacífico. Está ubicado a 18 km de Los Mochis, por la carretera Los Mochis-Topolobampo.

### Ferrocarril

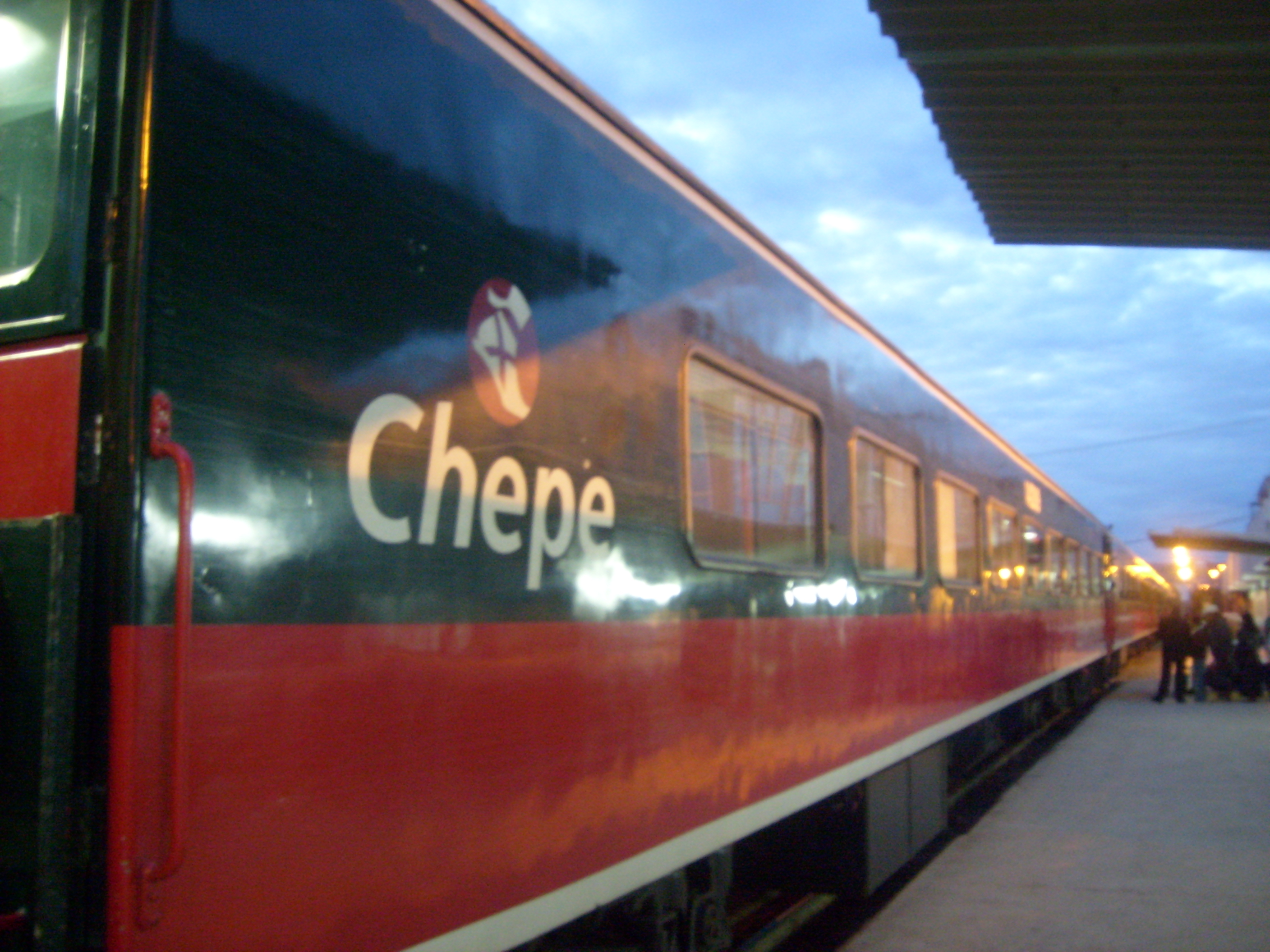
Tren Chihuahua al Pacífico

El tren turístico que comunica a la ciudad de Chihuahua, con Los Mochis y Topolobampo, se llama Ferrocarril Chihuahua al Pacífico, Chihuahua-Pacífico o Chepe. Terminado de construir en 1961, atraviesa la Sierra Tarahumara y las Barrancas del Cobre. Es el único tren de pasajeros en todo México. En su trayecto cuenta con 37 puentes y 86 túneles, recorre 656 km (kilómetros) de trayectoria. Tiene dos servicios de tren, el de Primera Express y el de Clase Económica.

### Puerto
Topolobampo es un puerto de altura localizado en la bahía homónima, en el Golfo de California, a 20 km de Los Mochis. Tiene una terminal de línea de ferries que conecta a Topolobampo con La Paz vía marítima. Este puerto es importante porque enlaza los mercados de Asia, Europa, África y otros países de América. Alcanzó la categoría de puerto de altura en el año de 1991. Es junto con Mazatlán, los dos únicos puertos de altura que tiene el estado de Sinaloa. Aquí inicia la vía férrea del Ferrocarril Chihuahua al Pacífico.

## Servicios de salud
Servicios públicos de salud:
- Hospital General de Los Mochis Dr. Jesús Kumate Rodríguez
- Centro de salud Urbano Los Mochis
- IMSS Hospital General de Zona N.º 49
- IMSS Hospital de Ginecopediatría N.º 2
- IMSS Unidad de Medicina Familiar N.º 37
- ISSSTE Clínica Hospital Los Mochis
- Cruz Roja Mexicana Delegación Los Mochis

## Relaciones internacionales

### Consulado
- Consulado Honorario de España[159]